# منع رفت‌وآمد

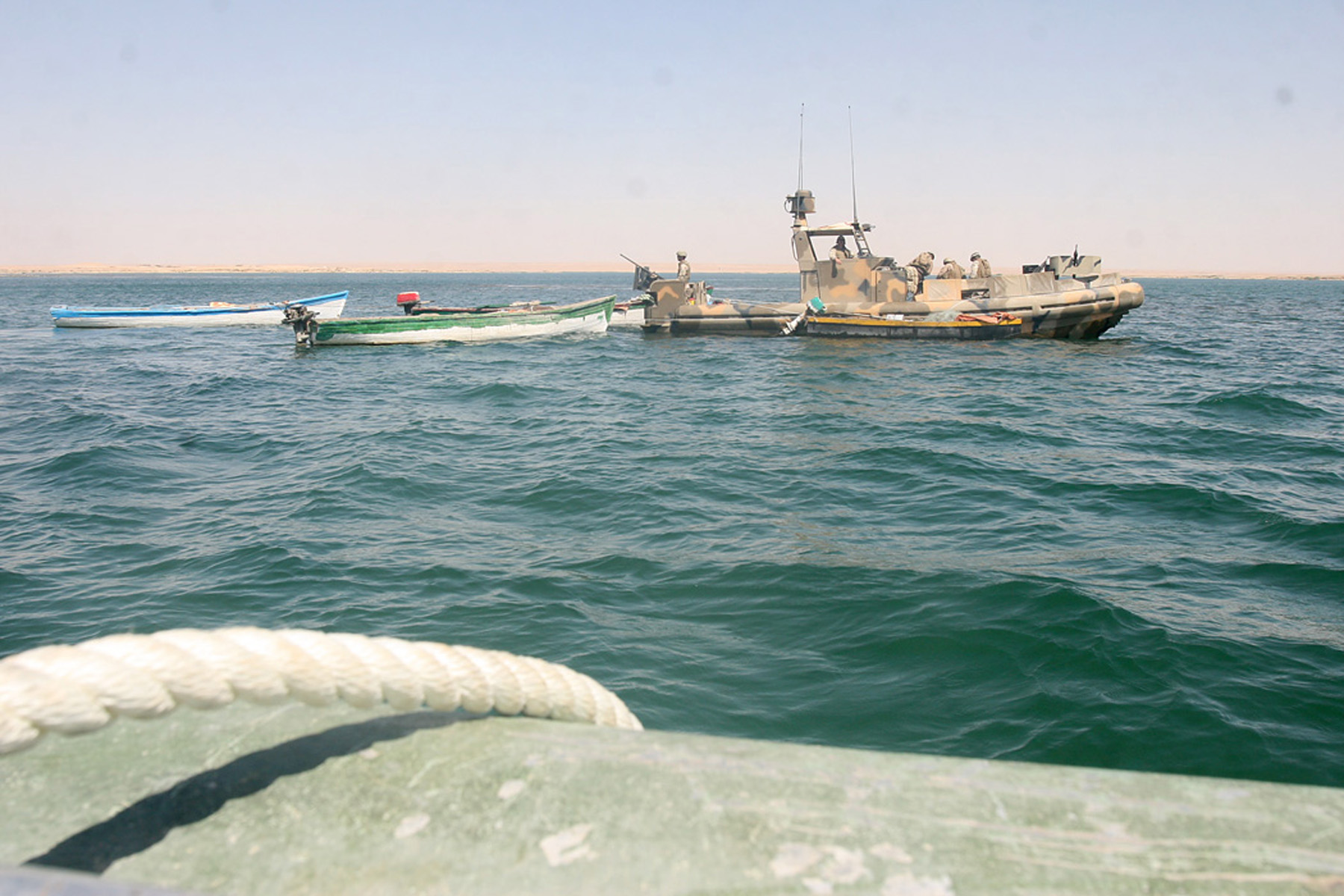
سد حدیثه، عراق، (۱۶ سپتامبر ۲۰۰۷) – یک قایق گشت رودخانه‌ای با اسکادران رودخانه‌ای ۱، گروه رودخانه‌ای ۱، فرماندهی رزمی اعزامی نیروی دریایی، برای حمایت از تیم ۲ رزمی وابسته به هنگ در برای پشتیبانی از اجرای منع رفت‌وآمد ۲۴ ساعته جدید آبراه نزدیک به سد، چند قایق را به سمت رودخانه‌های مصادره شده می‌راند. نیروهای گشت رودخانه‌ای قبل از توقیف قایق‌های تخطی‌کنندگان منع رفت‌وآمد، به مدت چند روز به مردم محلی دربارهٔ منع عبور و مرور جدید هشدار دادند.

منع رفت‌وآمد (انگلیسی: Curfew)، دستوری است که زمانی را مشخص می‌کند که طی آن مقررات معینی اعمال می‌شود. به‌طور معمول، به زمانی که افراد ملزم به بازگشت و ماندن در خانه یا اقامت‌گاه خود باشند، اشاره می‌کند. چنین دستوری ممکن است نه فقط توسط مقامات دولتی، بلکه توسط صاحب یک خانه، برای کسانی که در آن خانه زندگی می‌کنند نیز صادر شود.

## ریشه‌شناسی
کلمه "Curfew" از عبارت فرانسوی باستان "couvre-feu"، به معنی «پوشاندن آتش» آمده‌است. بعداً در انگلیسی میانه به‌عنوان "curfeu" به کار گرفته شد، و در ادامه به شکل کنونی "Curfew" تبدیل شد. معنای اصلی آن به قانونی که توسط ویلیام فاتح وضع شد اشاره دارد، که برای جلوگیری از گسترش آتش‌سوزی مخرب در اجتماعات ساختمان‌های چوبی، تمام چراغ‌ها و آتش‌ها باید در زمان نواختن زنگ ساعت هشت، پوشانده شوند.